# Von der Strasse ins Studio
Von der Strasse ins Studio (VDSIS) ist ein deutsches Rap-Projekt für Kinder und Jugendliche, das positive Werte und Denkansätze über die musikalische Auseinandersetzung mit der deutschen Sprache vermitteln soll. Der Name verdeutlicht, dass jeder von der Straße (sinnbildlich; jeder, ohne jegliche Vorkenntnisse) direkt ins Studio kommen und mitwirken kann.

## Entstehung
VDSIS wurde im Juni 2010 von Timm Fütterer im Rahmen des sozialen Vereins SMOG e.V. (Schule machen ohne Gewalt) gegründet. Das gemeinsame Ziel: Kunst und Kultur auf Augenhöhe von Kindern und Jugendlichen.

## Beschreibung
Das Kerngebiet stellt hierbei die Förderung junger Musiker dar. Den Jugendlichen sollten Möglichkeiten geschaffen werden, Emotionen zu verarbeiten und sich in einer sicheren Umgebung mitzuteilen. Seither waren mehr als 8000 Kinder und Jugendliche an Videodrehs, Workshops, Auftritten und Studioaufnahmen beteiligt. Ferner fördern VDSIS auch Kinder in den Bereichen Schauspiel und Tanz.
Im Mittelpunkt der Projektarbeit stehen die deutschlandweiten VDSIS-Workshops, die für Schulen und Jugendeinrichtungen angeboten werden. In den Workshops produzieren VDSIS mit den teilnehmenden Kindern und Jugendlichen Songs und Videos.
Im Jahr 2011 engagierten sich die Rapper Haftbefehl und Eko Fresh im Rahmen des Projektes für die teilnehmenden Jugendlichen. Eko Fresh wurde daraufhin Schirmherr des Projektes. Im folgenden Jahr engagierte er sich mit weiteren Videos und einem eigenen Rapmusical für VDSIS.
Am 26. Februar 2018 veröffentlichte VDSIS einen deutschsprachigen Kurzfilm Still und Stumm. Die Produktion ist deutschsprachig, bezieht sich aber in keiner Weise auf den deutschsprachigen Raum.

### Ähnlichkeiten
Bereits in den 1960er Jahren kamen in der Jugendkultur in den Vereinigten Staaten erste Ansätze auf, drohende Konflikte gewaltfrei zu lösen. Die Jugendlichen warfen sich gegenseitig Schimpfworte an den Kopf, die dermaßen übertrieben waren, dass sie sich durch diese Tatsache abschwächten. Wer die meisten der Umstehenden Konfliktbeobachter als Sympathisanten auf seine Seite gewinnen konnte, gewann den Konflikt gewaltlos. Siehe „Deine-Mutter-Witz“.

## Projekte

### Still und Stumm
Am 26. Februar 2018 erschien der erste (und bisher einzige) VDSIS-Kurzfilm „Still und Stumm“. Das Projekt wurde von Timm Fütterer geleitet. Zum Film wurde der Song „Erde“ produziert, welcher von Julian B. gesungen wurde. Der Film „Still und Stumm“ möchte aufrütteln, Kinder auf der ganzen Welt sterben täglich durch Gewalt, keiner sollte wegschauen oder schweigen.

### Musikvideos
Seit der Entstehung des Kanals wurden über 400 Musikvideos hochgeladen. Die Inhalte der veröffentlichten Songs spiegelt die verschiedensten Themen der teilnehmenden Kinder und Jugendlichen wider. Die aufgegriffenen Themen sind breit gefächert: Mobbing, Gewalt, Fußball, Freunde, Lehrer, Inklusion, Familie, Tierquälerei, Sucht, Hobbys, Zusammenhalt, Integration, Mut, Freude und Spaß u. v. m. Die Kinder und Jugendlichen verschaffen sich Gehör. Und erhalten positives wie aber auch negatives Feedback.

## Karriere und Auszeichnungen
Eine Musikkarriere sollte nie der einzige Ansporn bei VDSIS sein. Vielmehr nehmen Kinder und Einrichtungen an den angebotenen Workshops teil, um ein Gemeinschaftsprojekt zu realisieren und mit ihren Songzeilen viele Menschen zu erreichen.
Einzelne und besonders talentierte Kinder oder Jugendliche können separat gefördert werden. So erschienen drei CDs. (Dimi-VDSIS „Verliebt“ (2018) und Dustin-VDSIS „Träume“ (2019) sowie "Herz" (2020))
Einzelne Auszeichnungen konnten VDSIS-Workshop-Teilnehmer und Einrichtungen bereits für sich gewinnen. So erhielt zum Beispiel der Rap-Song der TSG Lütter „Auf dem Spielfeld“ die Fair-Play Medaille 2019 des Deutschen Fußball-Bundes (DFB) überreicht.
Die E- und D-Jugend der TSG Lütter produzierten im Rahmen eines VDSIS-Workshops ein eigenes Rap-Musikvideo, das Fairness, Integration und ein respektvolles Miteinander auf und neben dem Platz thematisiert. Mit ihrer Nachricht möchten die jungen Fußballer vor allem eines klarstellen: Fußball verbindet.

## Rezeption
Juliane von Glowacki hat für das Institut für angewandte Kindermedienforschung einen Artikel über das Projekt VDSIS veröffentlicht. Sie beschreibt darin, dass durch die Projektarbeit „sprachliche und soziale Kompetenzen der Kinder und Jugendlichen gefördert“ werden.